# Miep Nijburg
Mirjam Magda (Miep) Hart-Nijburg, (Baarn, 16 mei 1920 - Lochem, 24 augustus 2015) was een Nederlands aquarellist, schilder, tekenaar, kunstnijveraar en textielkunstenaar.
Miep werd als nakomertje geboren in het joodse gezin van Mozes Nijburg en Adeline Lorjé. In haar jeugd had haar vader een kantoorboekhandel in Amersfoort. Met haar ouders bezocht ze conferenties van de Praktisch-Idealisten-Associatie PIA.
Mirjam Nijburg kreeg als voorbereiding op de lessen aan de tekenacademie lessen van Edith Pijpers, Sam le Poole, Jan Bronner en J.H. Jurres. In 1939 vervolgde ze haar opleiding aan de Rijksakademie van beeldende kunsten in Amsterdam. Hier werd ze lid van de Nederlandse Bond van Abstinent Studerenden (NBAS). Na in de Tweede Wereldoorlog te hebben moeten onderduiken trouwde ze met een kunstenaar, maar scheidde evenwel al in 1946. Ze vond in Soest werk als begeleidster in de instellingen Zonnegloren en Zonnestraal. In 1956 hertrouwde ze met Eric Milton Hart en vestigde ze zich in Den Haag.Haar eerste werk bestond vooral uit tekenen en werken met olieverf. In Soest en Den Haag maakte ze vooral wandlappen en andere naaldkunst. In haar atelier aan de Molenbelt in Lochem maakte ze later vooral aquarellen, ook gaf ze schilderlessen. Na de dood van haar man en zoon verhuisde zij naar de Zwiepseweg in Lochem. Voor haar schilderwerk gebruikte ze meest gouache, aquarel, acryl en olieverf.
Onderwerpen van haar werk waren meest landschappen. Miep Nijburg was vanaf 1946 lid van het Amersfoortse Kunstenaars Genootschap De Ploegh, in 1955 werd ze lid van de Haagse Kunstkring en na 1981 van Scheppend Ambacht Gelderland. In 1967 waren haar wandkleden te zien in Galerie & Kunstuitleen de Pook in Hengelo, in 1971 stelde ze haar wandkleden tentoon in Wassenaar.